# Askia Booker
Pour les articles homonymes, voir Booker (homonymie).
Askia Booker, né le 31 août 1993 à Inglewood en Californie, est un joueur américain de basket-ball. Il évolue au poste de meneur.

## Biographie

### Jeunesse et formation
Né d'une mère portoricaine et d'un père suisse, Askia Booker est formé au lycée Price de Los Angeles. Avec des moyennes de 13 points, 7 rebonds et 5 passes décisives par match lors de sa troisième année, il permet à son équipe de remporter la Division IV californienne (en) et est alors classé 30e meilleur meneur du pays par ESPN,. À l'issue de son cursus lycéen, il rejoint les Buffaloes de l'Université du Colorado qui évolue dans la conférence Pac-12 (Division I) de la NCAA.
Dès sa première année universitaire, Booker aide son équipe à remporter un tournoi NCAA pour la première fois depuis neuf ans en marquant 9,1 points en moyenne par match durant la saison. L'année suivante, il devient un titulaire indiscutable et est le seul joueur de l'équipe avec Spencer Dinwiddie à débuter toutes les rencontres.
Il garde sa place de titulaire en tant que junior et est nommé dans les mentions honorables de la conférence Pac-12 à l'issue de la saison grâce à des moyennes de 13,7 points, 3,7 rebonds et 3,3 passes décisives en 35 rencontres. Il réussit notamment un buzzer beater pour la victoire face aux Jayhawks de Joel Embiid devant plus de 11 000 supporters et les caméras d'ESPN au CU Events Center (en). L'équipe du Kansas ne s'était alors plus inclinée face aux Buffaloes depuis 19 rencontres.
À l'issue de sa dernière année universitaire, il est nommé dans la Second Team All Pac-12 aux côtés notamment de Kevon Looney. Malgré le fait que son équipe ait accepté l'invitation pour participer au College Basketball Invitational, un tournoi d'après-saison, il décide de ne pas y prendre part afin de soigner et de préparer son corps pour les entraînements en vue de la draft 2015 de la NBA ce qui suscite quelques critiques de la part des médias et de certains fans. Il reçoit néanmoins le soutien de son entraîneur Tad Boyle (en) et de ses coéquipiers,.

### Carrière professionnelle
Après sa non-sélection à la draft, il rejoint les 76ers de Philadelphie pour la NBA Summer League 2015. Il n'est pas conservé à l'issue de la compétition et s'engage, le 13 août 2015, avec l'Arkadikos (en) en première division grecque. Il quitte le club après seulement deux matchs officiels afin de revenir aux États-Unis.
Le 31 octobre 2015, il est sélectionné en 11e position par les Red Claws du Maine à la draft de la NBA Development League et est immédiatement envoyé au Jam de Bakersfield, un accord ayant été conclu au préalable,.
Au mois de juillet 2016, il rejoint les Suns de Phoenix pour la NBA Summer League 2016. À l'issue de la compétition, il retourne au Jam de Bakersfield, désormais affilié à la franchise de Phoenix et devenu les Suns de Northern Arizona.
Le 28 décembre 2017, les 87ers du Delaware annoncent avoir récupéré Askia Booker et le 4e choix de la draft 2018 en échange de Jerrelle Benimon et du 1er choix de la draft 2018.
Au mois de février 2018, il s'engage avec le Real Betis pour la fin de saison 2017-2018 du championnat espagnol. Il vient remplacer Dontaye Draper qui a récemment trouvé un accord avec le club pour rompre son contrat. Malgré des moyennes de 15,0 points, 2,7 passes décisives et 2,6 rebonds en 14 matchs, il ne peut empêcher la relégation de son équipe qui restait sur un bilan de 16 défaites en 20 rencontres avant son arrivée,.
Le 24 juillet 2018, il s'engage pour une saison avec le CB Murcie et reste ainsi en première division espagnole. Il est élu meilleur joueur de la 23e journée grâce à un match à 38 points avec un 8 sur 10 aux tirs à trois points contre Saragosse, de la 29e journée avec 40 points (record du club) contre le Bàsquet Manresa et de la 31e journée avec un match à 27 points, 6 passes décisives et 5 rebonds face au Joventut Badalona,,. Il réitère ainsi ses bonnes performances de la saison précédente avec des moyennes de 15,0 points, 2,4 passes décisives et 2,4 rebonds en 33 rencontres à l'issue de l'exercice 2018-2019 ce qui le place 2e au classement des meilleurs marqueurs derrière Nicolás Laprovíttola.
Le 21 juin 2019, le CB Murcie annonce avoir renouvelé le contrat de son meneur pour la saison 2019-2020. Il est élu meilleur joueur du mois de novembre de Liga Endesa grâce à des moyennes de 26,7 points et 5,0 passes décisives sur cette période. Malgré les excellentes performances individuelles de Booker, l'équipe de Sito Alonso peine à enchaîner les victoires et ne figure qu'à la 16e place du championnat lorsque celui-ci est prématurément arrêté au mois de mars en raison de la pandémie de Covid-19. Ce classement permet néanmoins de valider le principal objectif du club qu'est le maintien même si aucune relégation n'aura finalement lieu. Booker termine une nouvelle fois 2e au classement des meilleurs marqueurs avec 21,2 points par match.
À l'issue de la saison, le Saski Baskonia, tout juste champion d'Espagne, est intéressé par Booker à condition qu'il obtienne le passeport suisse, pays d'origine de son père, ce qui lui enlèverait le statut d'extra-communautaire. Il ne parvient cependant pas à obtenir la double nationalité.
Le 9 novembre 2020, il signe un contrat d'un an avec le Shenzhen Aviators en première division chinoise,. Pour son premier match avec le club, il marque 37 points et délivre 8 passes décisives. Son équipe s'incline néanmoins 104 à 106 contre les Zhejiang Golden Bulls.

## Clubs successifs
- 2015-2016 :
  -  Arkadikos B.C. (en) (ESAKE)
  -  Jam de Bakersfield (D-League)
- 2016-2017 :  Suns de Northern Arizona (D-League)
- 2017-2018 :
  -  Suns de Northern Arizona (G League)
  -  87ers du Delaware (G League)
  -  Real Betis Baloncesto (Liga Endesa)
- 2018-2020 :  CB Murcie (Liga Endesa)
- Depuis 2020 :  Shenzhen Aviators (CBA)

## Palmarès

### Distinctions personnelles
- Nommé dans la Second Team All-Pac-12 en 2015.
- MVP du mois de novembre de Liga Endesa en 2019.

## Statistiques
gras = ses meilleures performances

### Universitaires
Les statistiques d'Askia Booker durant ses quatre saisons dans la conférence Pac-12 sont les suivantes :
| Saison    | Équipe   | Matchs | 5 Dép. | Minutes | % Tirs | % 3pts | % LF | Rbds/m | PassD/m | Int/m | Ctrs/m | Pts/m |
| --------- | -------- | ------ | ------ | ------- | ------ | ------ | ---- | ------ | ------- | ----- | ------ | ----- |
| 2011-2012 | Colorado | 35     | 1      | 21,5    | 40,2   | 37,2   | 76,2 | 2,7    | 1,4     | 0,7   | 0,0    | 9,1   |
| 2012-2013 | Colorado | 33     | 33     | 31,8    | 36,4   | 31,2   | 70,4 | 3,5    | 2,2     | 1,2   | 0,0    | 12,4  |
| 2013-2014 | Colorado | 35     | 35     | 30,5    | 38,9   | 27,2   | 81,8 | 3,7    | 3,3     | 1,3   | 0,1    | 13,7  |
| 2014-2015 | Colorado | 31     | 28     | 30,2    | 38,7   | 32,9   | 83,4 | 3,3    | 3,2     | 1,4   | 0,1    | 17,2  |
| Carrière  | Carrière | 134    | 97     | 28,4    | 38,4   | 31,6   | 79,4 | 3,3    | 2,5     | 1,2   | 0,0    | 13,0  |

### Professionnelles

#### Espagne
Les statistiques d'Askia Booker en Liga Endesa sont les suivantes :
| Saison    | Équipe     | Matchs | 5 Dép. | Minutes | % Tirs | % 3pts | % LF | Rbds/m | PassD/m | Int/m | Ctrs/m | Pts/m |
| --------- | ---------- | ------ | ------ | ------- | ------ | ------ | ---- | ------ | ------- | ----- | ------ | ----- |
| 2017-2018 | Real Betis | 14     | 14     | 24,1    | 47,6   | 25,5   | 87,5 | 2,6    | 2,7     | 0,6   | 0,0    | 15,0  |
| 2018-2019 | CB Murcie  | 33     | 18     | 21,8    | 44,6   | 36,3   | 72,7 | 2,4    | 2,4     | 0,8   | 0,0    | 15,0  |
| 2019-2020 | CB Murcie  | 19     | 19     | 28,6    | 41,4   | 37,2   | 84,2 | 2,5    | 3,6     | 0,5   | 0,1    | 21,2  |
| Carrière  | Carrière   | 66     | 51     | 24,3    | 43,9   | 35,3   | 80,6 | 2,5    | 2,8     | 0,7   | 0,0    | 16,8  |

## Records sur une rencontre de G League
Les records personnels d'Askia Booker sur une rencontre de NBA Gatorade League sont les suivants :